# 卡米耶·拉库尔

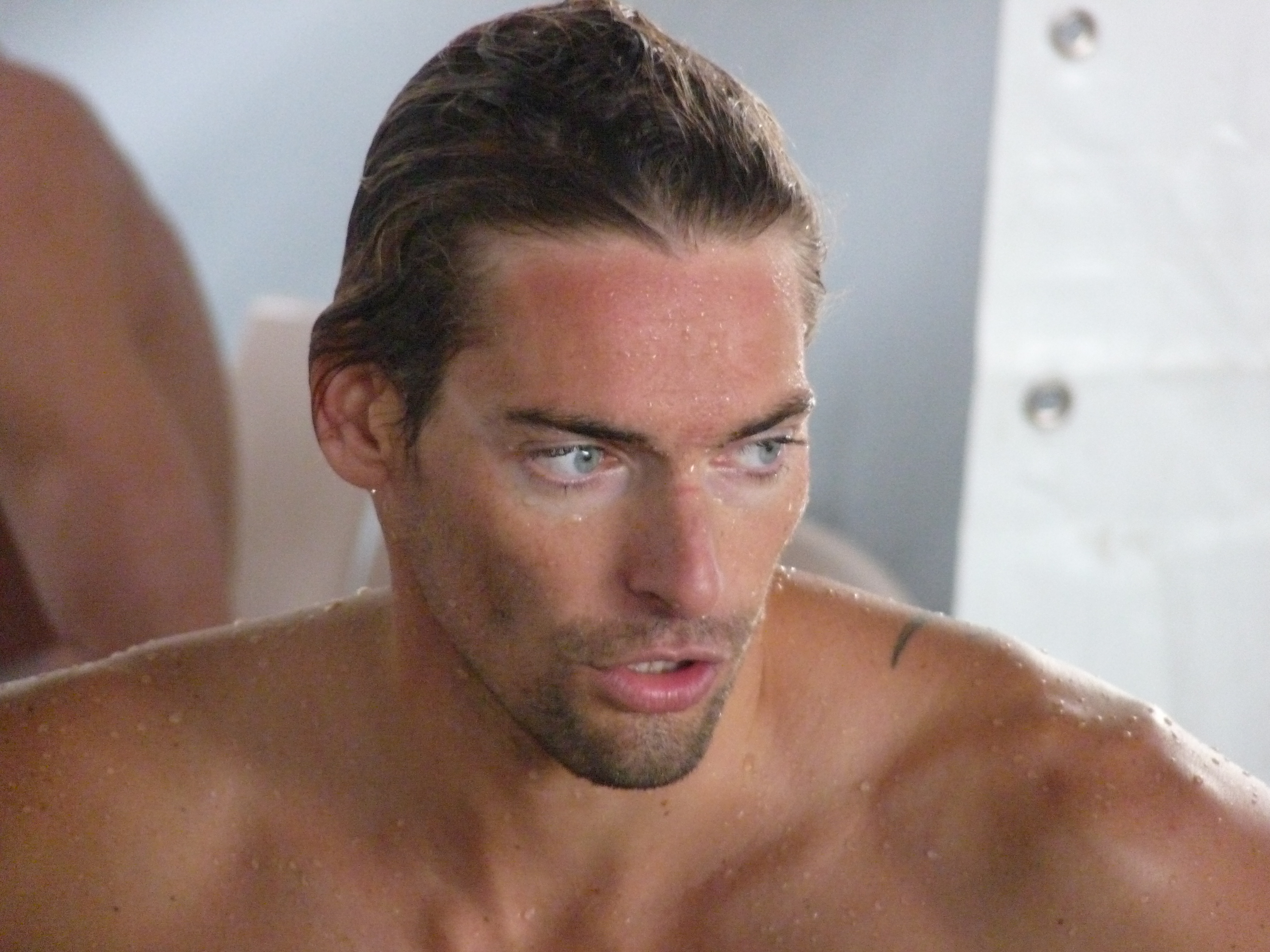

卡米耶·拉库尔（法語：Camille Lacourt，法語發音：[kamij lakuʁ]；1985年4月22日—）是一位法國游泳運動員。他擅長仰泳項目，並且參加了2012年奧運會。他也多次在游泳世錦賽上奪得金牌。2016年8月的里约热内卢奥运会100米仰泳的比赛中最终获得第五名，无缘奖牌。在赛后采访中他公开批评同赛事男子200米自由泳冠军孙杨曾使用兴奋剂，并表示输给一个中国人他很不开心。